# イワスズメ

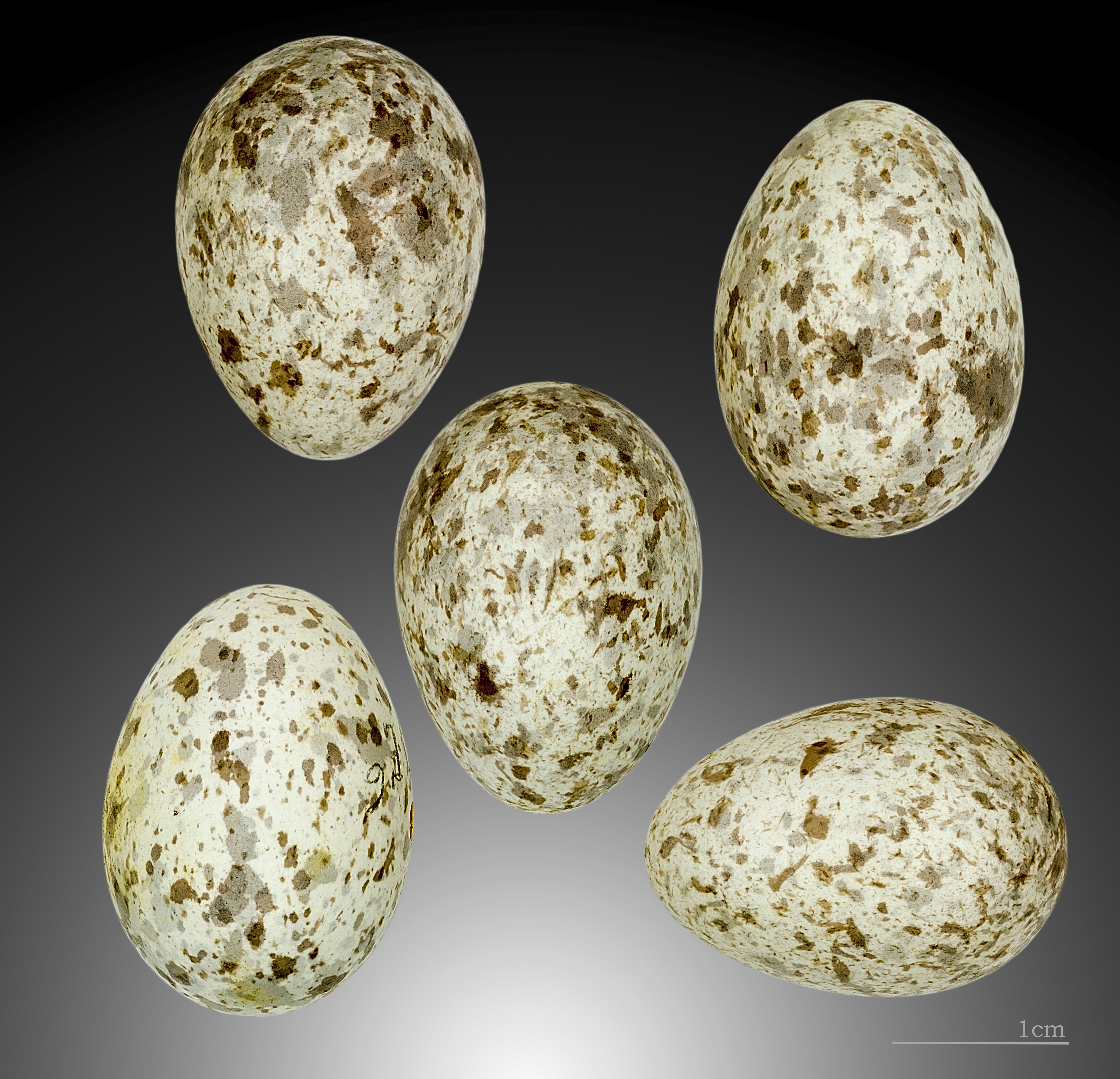
イワスズメの卵

イワスズメ( Petronia petronia )は、スズメ目の小さな鳥である。イベリア半島や北西アフリカから南ヨーロッパ、中央アジアにかけての不毛な岩場で繁殖する。生息域の西の方に多く生息するが、アジアのものはより南方に渡りを行う。
繁殖域の北方ではほとんど見られず、イギリスでは1981年6月14日にノーフォークのクレイで観測された1例があるのみである。
この鳥は群生で、人間の居住地でも見られる。岩や壁の割れ目に作られる巣で、3から7個の卵を産む。
体長15から17cmのずんぐりした体格で、濃い白色の眉斑と頭頂に薄い縞模様を持つ。背中と翼は茶色の柄があり、下部は縞状になっている。また、喉には特徴的だが見るの難しい黄色い斑点がある。
イワスズメの食物は主に種子で、昆虫も食べる。ゼーゼー言うような大きな声で鳴く。Antonio Arnaiz-Villenaらによって系統が明らかにされ、スズメ科の親世代に当たる種であることが示された。